# Louis Guiguer
Louis Guiguer, né à Lyon en 1675 et mort à Paris en 1747, est un banquier français du XVIIIe siècle, qui a fondé vers 1703 avec Jean-Claude Tourton (1655-1724) la banque Tourton et Guiguer à Paris. Le 1er novembre 1715, elle fut renommée banque Thellusson et Cie, du nom de son neveu et premier commis, Isaac de Thellusson.

## Biographie
Petit-fils d’un notable de Bürglen (localité actuellement située dans le canton de Thurgovie, mais sujette à l’époque de la ville de Saint-Gall) qui avait émigré à Lyon en 1610, Louis Guiguer entre dans la banque après la Révocation de l’Edit de Nantes qui a coûté à sa famille une partie de la fortune acquise dans le commerce du textile.

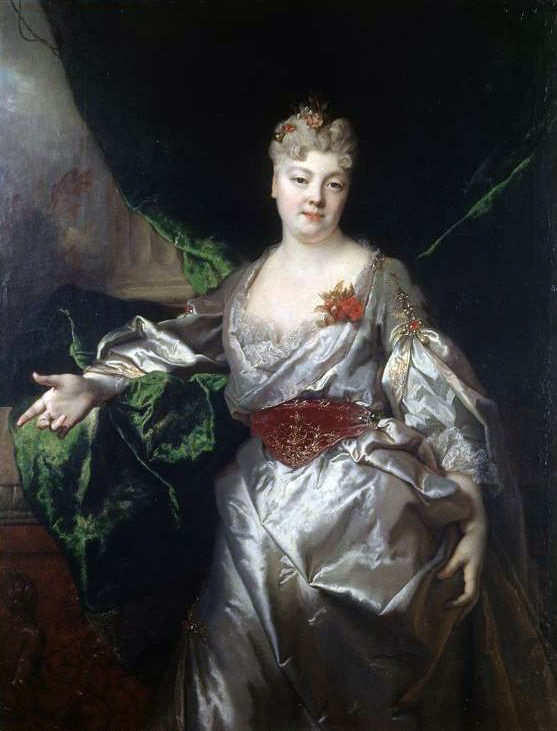
Portrait de son épouse, Judith Van Robais.

Louis Guiguer avait épousé en 1713 Judith Van Robais de Rixdorp, fille de Josse, propriétaire de la manufacture royale de drap fin d’Abbeville. Il devint le père adoptif d'Elisabeth-Augustine Darcy et prit en charge les affaires maritimes de la famille.
Entré dans le milieu dirigeant de la Compagnie des Indes, il s’était lié d’amitié avec Simon Gilly. En 1717, Louis Guiguer, jusque-là resté commanditaire, se retira définitivement et mena ses affaires indépendamment, sans doute dans les cercles dirigeants de la Compagnie des Indes, et des milieux proches du financier John Law. Isaac de Thellusson devint un banquier très en vue malgré sa jeunesse et se montra un adversaire déterminé de John Law.
En 1723 acquiert la baronnie de Prangins sur laquelle se trouve un édifice probablement proche de la ruine, à la recherche d’un titre de noblesse et d’un placement. Il y fait construire un nouveau château, encore visible de nos jours.
Avec François Tronchin et Isaac de Thellusson, il avait investi dans diverses affaires minières, en particulier dans la Compagnie des Mines de Basse-Bretagne. Louis Guiguer avait aussi investi dans la Compagnie des Mines de Bourgogne et d'Alsace lors de la faillite du banquier Alexander, en septembre 1740. Il avait alors cessé toute activité bancaire.
En 1728, Isaac de Thellusson décida de la création d'une nouvelle société en s'associant avec François Tronchin. La banque François Tronchin et Cie vit le jour le 1er mai 1728. Les deux associés, de génération et de caractère très différent, ne s'entendirent guère. Leur société fut dissoute en octobre 1740 et une longue querelle les opposa, qui fut finalement arbitrée par le Petit Conseil de Genève en 1748.
Il est décédé en 1747 à Paris. Son neveu Jean-George Guiguer était l’héritier universel. Les contestations familiales saisirent le clan et prirent fin en 1754 lorsqu'il décida de donner sa fille aînée Judith-Elisabeth en mariage à Louis Tourton, fils de l'associé de son oncle.